# Providentia
Providentia – rzymskie uosobienie (personifikacja) roztropności, rozwagi i przewidywania.Na rewersach monet rzymskich przedstawiana z berłem i pałeczką. Często u jej stóp umieszczano kulę (glob), którą czasem trzyma w dłoni.